# 白俄罗斯驻重庆总领事馆
白俄罗斯共和国驻重庆总领事馆设立于中国重庆市。2021年1月28日开馆，是白俄罗斯在中国开设的第三个总领事馆。

## 历史沿革
2019年6月，中、白两国政府就白俄罗斯在重庆设立总领事馆达成协议。原定于2020年初开馆，但受COVID-19疫情影响推迟。2020年8月8日，总领馆首任领事叶梅利亚诺夫抵达北京。经过14天医学隔离观察后，他于25日到任重庆，行使代理馆长职务。2021年1月28日正式开馆。
此前，白俄罗斯已在上海和广州开设了总领事馆。

## 领区
领区包括重庆市、四川省、陕西省、甘肃省、湖北省和云南省。

## 历任总领事
- 德米特里·阿列克谢耶维奇·叶梅利亚诺夫（Дзмітрый Аляксеевіч Емельянаў）：2021年7月升任总领事[4]